# Російсько-українська війна (з 2014)
Росі́йсько-украї́нська війна́, також Росі́йська збро́йна агре́сія про́ти Украї́ни — війна між Росією і Україною, спричинена прямим й опосередкованим застосуванням збройної сили Російською Федерацією проти суверенітету і територіальної цілісності України, яка триває з 20 лютого 2014 року. Відкритими складовими російської збройної агресії проти України були та є:
- Російське збройне вторгнення в Крим у лютому-березні 2014 року (з подальшим початком тимчасової окупації півострова Росією 20 лютого 2014 року).
- Війна на сході України (на Донбасі) з квітня 2014 року, яка розпочалася зі створення під прикриттям «народних» виступів спецслужбами РФ терористичних так званих Донецької та Луганської «народних республік» і тривала до початку широкомасштабного вторгнення.
- Широкомасштабне вторгнення Росії в Україну з 24 лютого 2022 року, яке розпочалося після тривалого військового нарощування та визнання Росією своїх маріонеткових утворень «ДНР» та «ЛНР» як незалежних держав.

27 січня 2015 року, Верховна Рада України визнала Російську Федерацію агресором. 22 травня 2022 року Верховна Рада України визнала Російську Федерацію державою-терористом із тоталітарним неонацистським режимом і заборонила його пропаганду, а також пропаганду акту агресії Росії проти України.[⇨]
Станом на січень 2021 року, за даними ООН, загальна кількість людських втрат у війні становила 13 100—13 300 осіб. До цього числа входять 3 375 загиблих цивільних осіб, приблизно 4 150 загиблих українських військових, а також приблизно 5 700 загиблих проросійських бойовиків. Майже 1,8 млн осіб стали вимушеними переселенцями. [⇨]
На 2021 рік під російською окупацією перебувало 43 300 км2, або 7 % української території. Після початку російського вторгнення 2022 року ця площа зросла у 2,9 раза. Тимчасово окупованими є Автономна Республіка Крим, частини Донецької, Луганської, Харківської, Херсонської, Запорізької, Миколаївської областей та місто Севастополь. [⇨]

## Передумови

### Глобальні передумови та причини протистояння
Основними передумовами виникнення протистояння Росії й України, яке переросло у збройну агресію Росії проти України, є системна криза російської державності, яка трансформується російським політикумом у намагання відновити російську імперію, розширити контроль над частиною світу й утримати за собою світову гегемонію, втрачену з розпадом СРСР та економічним занепадом.
Олександр Дугін у своїй книзі Основи геополітики: Геополітичне майбутнє Росії 1997 року, яка мала значний вплив на російську військову, поліцейську та зовнішньополітичну еліту, стверджував, що Україна повинна бути анексована Російською Федерацією, тому що нібито «Україна як держава не має геополітичного значення, особливого культурного імпорту чи загальнолюдського значення, географічної унікальности, етнічної винятковости, її певні територіальні амбіції становлять величезну небезпеку для всієї Євразії і без вирішення проблеми „українського питання“ говорити про континентальну політику взагалі безглуздо. Не можна дозволити Україні залишатися незалежною, якщо вона не буде санітарним кордоном, що було б теж неприпустимо». Книга мала колосальний вплив на зовнішню політику Володимира Путіна, що врешті призвело до російсько-української війни.
У період президентства Леоніда Кучми стався конфлікт навколо коси Тузла восени 2003 року. Спроба російської сторони спорудити неузгоджену з Україною греблю для сполучення узбережжя РФ з цією ділянкою української території, зумовила реакцію у відповідь президента Леоніда Кучми: перервавши серію своїх візитів до країн Латинської Америки, він прибув на місце подій і організував дії з демонстративного спорудження оборонних укріплень на косі. В Криму були приведені до бойової готовності підрозділи берегової оборони, розгорнуті артилерійські розрахунки, до Керчі перекинуті кораблі берегової охорони з Одеси. Багато дослідників і аналітиків розглядали інцидент з Тузлою як першу спробу Росії «промацати» Україну на предмет своїх можливих дій щодо приєднання Криму. Цій спробі було дано відбій через різку реакцію Кучми.

### Президентство Віктора Ющенка
У 2004 році, напередодні чергових президентських виборів, чинний український президент Леонід Кучма як свого наступника обрав тодішнього прем'єр-міністра Віктора Януковича. У ході передвиборчої кампанії образ Віктора Януковича будувався на ідеях стабільності та наступності влади, а також зміцнення зв'язків з Росією, тоді як головний опозиційний кандидат Віктор Ющенко позиціонував себе як прозахідного демократа-реформатора, який обіцяв вихід із застою та перемогу над корупцією. Росія активно підтримувала Віктора Януковича в ході його президентської кампанії, проте тоді Януковичу захопити владу завадила Помаранчева революція.
У Кремлі сприйняли перемогу Помаранчевої революції як власну болісну поразку. Для Кремля ця ситуація сприймалася як виклик інтересам Росії у зовнішній політиці через прагнення Ющенка рухати Україну в бік Заходу і як загроза для збереження самого режиму в Росії, оскільки українське суспільство продемонструвало приклад повалення корумпованої та репресивної влади. Це ознаменувало поворот у зовнішній політиці Росії: від спроб інтеграції з Заходом на російських умовах до спроб розпочати «відгородження від Заходу», що було сформульовано в Мюнхенській промові Путіна 10 лютого 2007 року. В Росії склалося переконання, що Захід спеціально спровокував Помаранчеву революцію, щоб привести до влади прозахідного Ющенка, а в колах російської влади виникли побоювання, що Захід може спробувати повторити свої успіхи в Україні та в самій Росії шляхом «підриву легітимності Кремля» та «пособництва народному повстанню».
Віктор Ющенко на посаді президента України проводив яскраво виражену прозахідну політику. При ньому Україна розпочала переговори щодо Угоди про асоціацію між Україною та Європейським союзом, активно домагалася отримання Плану дій щодо членства в НАТО. Водночас у відносинах із РФ постійно виникали конфлікти. Так, під час президентства Ющенка Росія двічі припиняла постачання газу Україні — у 2006 та 2009 роках, що спричинило перебої транзитних поставок до Європи.
Україна підтримувала Грузію під час збройного конфлікту з Росією у серпні 2008 року, чим також викликала невдоволення у Москві. Тодішнього міністра закордонних справ України Володимира Огризка та його заступника Костянтина Єлісєєва нагороджено грузинським Орденом Честі за дипломатичну підтримку. А Віктор Ющенко, президенти Польщі, Литви, Естонії та України та прем'єр Латвії здійснили безпрецедентний візит до столиці Грузії Тбілісі на допомогу президенту Саакашвілі.

### Президентство Віктора Януковича
У 2010 році президентом України було обрано кандидата від проросійської «Партії регіонів» Віктора Януковича. З його перемогою стався стрімкий розворот в зовнішній політиці, а питання вступу до НАТО було заморожене з ухваленням закону про позаблоковий статус України. 30 березня 2012 року парафовано Угоду про асоціацію між Україною і Європейським союзом, підготовка до якої тривала кілька років. У 2012—2013 роках Україна почала зближуватися з Митним союзом, що багато в чому вважався політичним проєктом Росії з метою утримання сусідніх країн у сфері свого впливу.
На тлі економічного зближення з Євросоюзом у липні 2013 року Росія забороняє ввезення продуктів компанії «Рошен», надалі забороняючи ввезення картоплі, сухого молока та інших продуктів, здійснюючи економічний тиск на Україну, що фактично було порушенням Будапештського меморандуму, який гарантував відмову від будь-якого економічного тиску в тому числі.

### Революція гідності

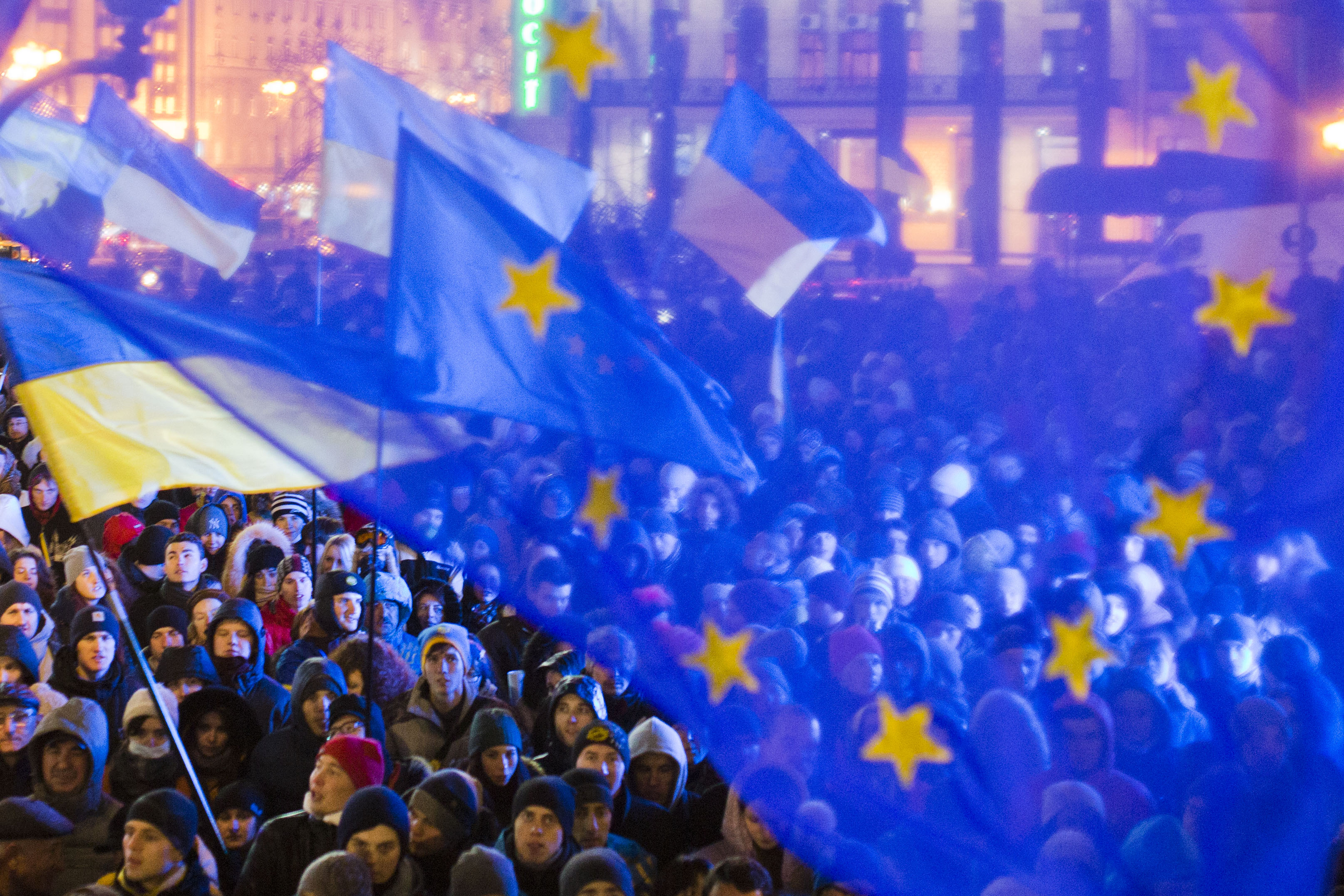
Євромайдан у Києві, 27 листопада 2013

21 листопада 2013 року в Україні розпочалися антиурядові протести як реакція на рішення Кабінету Міністрів України про призупинення процесу підготовки до підписання Угоди про асоціацію між Україною та Євросоюзом, які значно поширилися після силового розгону демонстрації в Києві вночі 30 листопада. У рамках протестів кінця 2013 року відбувалися мітинги, демонстрації, студентські страйки.
Загалом ці протести були спрямовані на збереження законодавчо закріпленого геополітичного курсу України на Європу, що означав для Росії не лише подальший вихід України з-під контролю Росії, а й отримання Україною економічних, політичних, а в перспективі і військових гарантій збереження цього курсу.
Наслідком перемоги Революції стало відсторонення президента Януковича від влади та його втеча в Росію, відновлення Конституції України 2004 року, скасування диктаторських законів, призначення дострокових президентських виборів. Зміна влади кардинально зменшила силу впливу Росії на Україну.
Революція гідності була приводом, який використала Росія для початку агресії, однак аж ніяк не причиною війни. Є навіть версії, що російські спецслужби цілеспрямовано працювали на радикалізацію протестів з метою руйнування української державності загалом і таки скористались моментом тимчасової відсутності Президента, інших вищих посадових осіб, зокрема силових органів, для захоплення Криму.

## Підготовка Росії до агресії та складові агресії
Від 2006—2007 років у Росії почали масово з'являтися «любительські відео» та «фанфіки», які описували майбутню війну Росії проти України, та російські вимоги стосовно південно-східних областей України і статусу російського сателіта стосовно залишків держави.

### Інформаційна війна
Ключовою передумовою конфлікту стала дедалі більш неприязна політика путіністської Російської Федерації щодо України. Ця політика, з огляду на зміст російської пропаганди у ЗМІ, за останні роки стала просто ворожою, трансформувавшись від антиукраїнської пропаганди до пропаганди війни. Агресивність російської політики стосовно України мала наслідком перші жертви з українського боку ще за часів режиму підконтрольного Росії В. Януковича. Для протидії впливу російської пропаганди Державний комітет телебачення і радіомовлення України з літа 2014 року розпочав боротьбу з матеріалами сепаратистського й антидержавного характеру в ЗМІ.

### Правова війна
Одним з аспектів підготовки Росії до агресії стало правове протистояння Росії і України. Правове та юридичне забезпечення протистояння з боку Росії здійснювалося на вищому законодавчому рівні шляхом прийняття тих чи інших постанов з питань, які дозволяли найбільш ефективно, з погляду російського політикуму, сприяти вирішенню завдань повернення контролю над Україною. Серед таких питань найбільш розробленими виявились питання юридичного статусу Криму, рівня співробітництва України з НАТО та статусу російської мови в Україні.

### Економічна війна
Передумовою до початку збройної агресії проти України стало економічне знекровлення України, яке проводилося шляхом прямого економічного тиску через торговельні та тарифні протистояння, блокування української торгівлі, перекриття постачання газу тощо. При цьому, економічне знекровлення України часто відбувалося за відсутності дієвої протидії або навіть прямої підтримки українського політикуму. Як приклад, підписання вкрай невигідної для України газової угоди Юлією Тимошенко подавалось як значне політичне досягнення очолюваного нею Кабінету Міністрів.
Економічна війна проти України була спрямована насамперед проти економіки сходу та півдня України, які через певні особливості залежали від Російської Федерації, зокрема як отримувачі сировини та енергоресурсів з Росії і як ринок збуту значної частки власної продукції.

### Російська православна церква у війні
Значна частина російськомовного населення на сході України, наявність великого впливу російських ЗМІ та російської церкви, гібридна природа ведення війни Росією проти України призвели до прямого та непрямого залучення російської православної церкви до збройної агресії проти України. Серед непрямого залучення РПЦ до агресії проти України можна відзначити послання Московського патріарха Кирила Константинопольському патріарху Варфоломію, в якому патріарх Кирило заявив, що, починаючи з Майдану, «розкольники» (тобто УПЦ КП) і уніати «відкрито закликали до викорінення Православ'я» на теренах України, а «з початком бойових дій уніати і розкольники, отримавши в руки зброю, під виглядом антитерористичної операції стали здійснювати пряму агресію щодо духівництва канонічної Української Православної Церкви на сході країни».
Окрім непрямого залучення церкви, зафіксовані також факти прямої її участі в агресії. Зокрема було виявлено, що окремі терористичні угрупування Росії зосереджувались при церквах, а окремі «святі отці» брали безпосередню участь у бойових діях проти України.
|                        | Якби в Україні була одна церква, війни б не було, тому що Путін не мав би підтримки в Україні. Зараз вона у нього є — це Московський патріархат. Не просто словами, а діями допомагають, духовенство і віруючі Московського патріархату, сепаратистам і агресорам. |
| — Філарет (Денисенко), | |

## Хронологія
В березні 2014 року Росія пропонувала західним сусідам України поділити її територію. Аналогічні пропозиції були знову оголошені Росією в березні 2024 року. У другій ітерації ці заяви підхопили низка проросійських політиків цих країн.

### «Законодавче забезпечення» агресії
1 березня 2014 року Рада Федерації РФ підтримала звернення президента Росії Володимира Путіна про дозвіл на застосування Збройних сил Російської Федерації на території України. Рада національної безпеки і оборони України у зв'язку з агресією з боку Росії ухвалила рішення привести Збройні сили України в повну бойову готовність і розробила «детальний план дій на випадок прямої військової агресії з боку РФ».

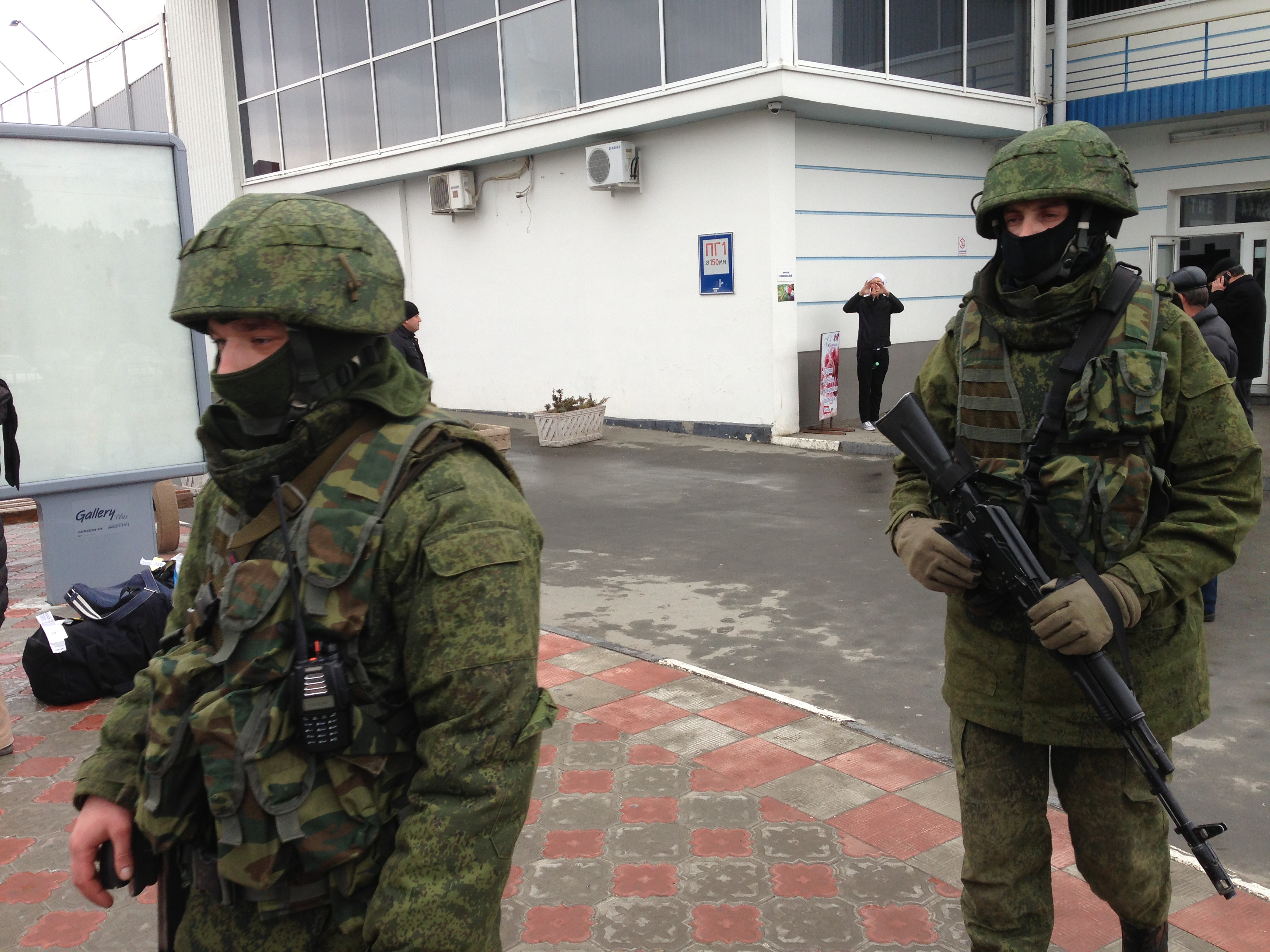
Озброєні військові без розпізнавальних знаків на території аеропорту «Сімферополь»

### Окупація Криму (22 лютого— 18 березня 2014)
23 лютого 2014 року почалися проросійські та проукраїнські мітинги (в останніх брала участь велика кількість кримських татар на чолі з лідером Меджлісу Рефатом Чубаровим). 27 лютого невідомі озброєні люди без знаків розрізнення (ймовірно, колишні бійці розформованого 25 лютого спецпідрозділу «Беркут», що брали участь у придушенні протестів у Києві, та російські спецпризначенці) захопили та блокували Верховну Раду Криму й інші адміністративні будівлі, аеропорти в Сімферополі та Севастополі, установи зв'язку, засоби масової інформації тощо. На їхню вимогу до Парламенту Криму прийшла частина депутатів, які проголосували за проведення референдуму про розширення автономії Криму 25 травня 2014, в день президентських виборів в Україні. При цьому присутність кворуму є сумнівною, оскільки ЗМІ на засідання не допустили. Невдовзі було двічі змінено дату референдуму: перенесено спершу на 30 березня, а потім — на 16 березня. Було змінено також формулювання питання: замість розширення автономії йшлося про приєднання до складу Росії. Однак, оскільки Україна є унітарною державою, питання про відокремлення регіону можна було вирішувати лише на загальнонаціональному референдумі. З огляду на це, ще до проведення референдуму лідери країн ЄС, США та багатьох інших визнали його незаконним, а його результати — недійсними.
У ніч на 27 лютого будівлі Верховної Ради та Уряду АРК захопили озброєні невідомі особи та встановили на будівлях російські прапори. За словами народного депутата Сергія Куніцина, адміністративні будівлі захопили професійно підготовлені люди, озброєні автоматичними карабінами, кулеметами, гранатометами тощо. За повідомленнями ЗМІ, центр Сімферополя було перекрито правоохоронцями, піднятими по тривозі, обмежено рух громадського транспорту.
16 березня 2014 року відбувся «референдум» про статус Криму, на якому, за офіційними даними Росії, 96,77 % жителів АРК і міста Севастополь проголосували за приєднання цих територій до Російської Федерації. 17 березня Верховна Рада АРК проголосила незалежність Республіки Крим, а 18 березня у Георгіївській залі Московського Кремля Президент Росії Володимир Путін спільно з самопроголошеними Головою Ради Міністрів АРК Сергієм Аксьоновим, спікером Верховної Ради АРК Володимиром Костантиновим і головою СМДА Олексієм Чалим підписали Договір про прийняття Республіки Крим до складу Росії. 21 березня Рада Федерації Росії прийняла закон про ратифікацію Договору від 18 березня та закон про утворення нових суб'єктів федерації — Республіки Крим і міста федерального значення Севастополь, закріпивши анексію цих регіонів Росією.

### Проросійські виступи на сході та півдні України

#### Мета та методи виступів
Починаючи з 1 березня 2014 року, відбулася низка акцій, проведених за участі російських спецслужб у східних, центральних і південних регіонах України у березні-квітні 2014 року, учасники яких виступали здебільшого за відокремлення півдня і сходу України та приєднання цих регіонів до Російської Федерації, проведення референдуму щодо федерального устрою України, надання російській мові статусу другої державної та проти нової української влади. На противагу цим акціям, у східних і південних регіонах проукраїнські сили проводять акції на підтримку територіальної цілісності України та її державного устрою.

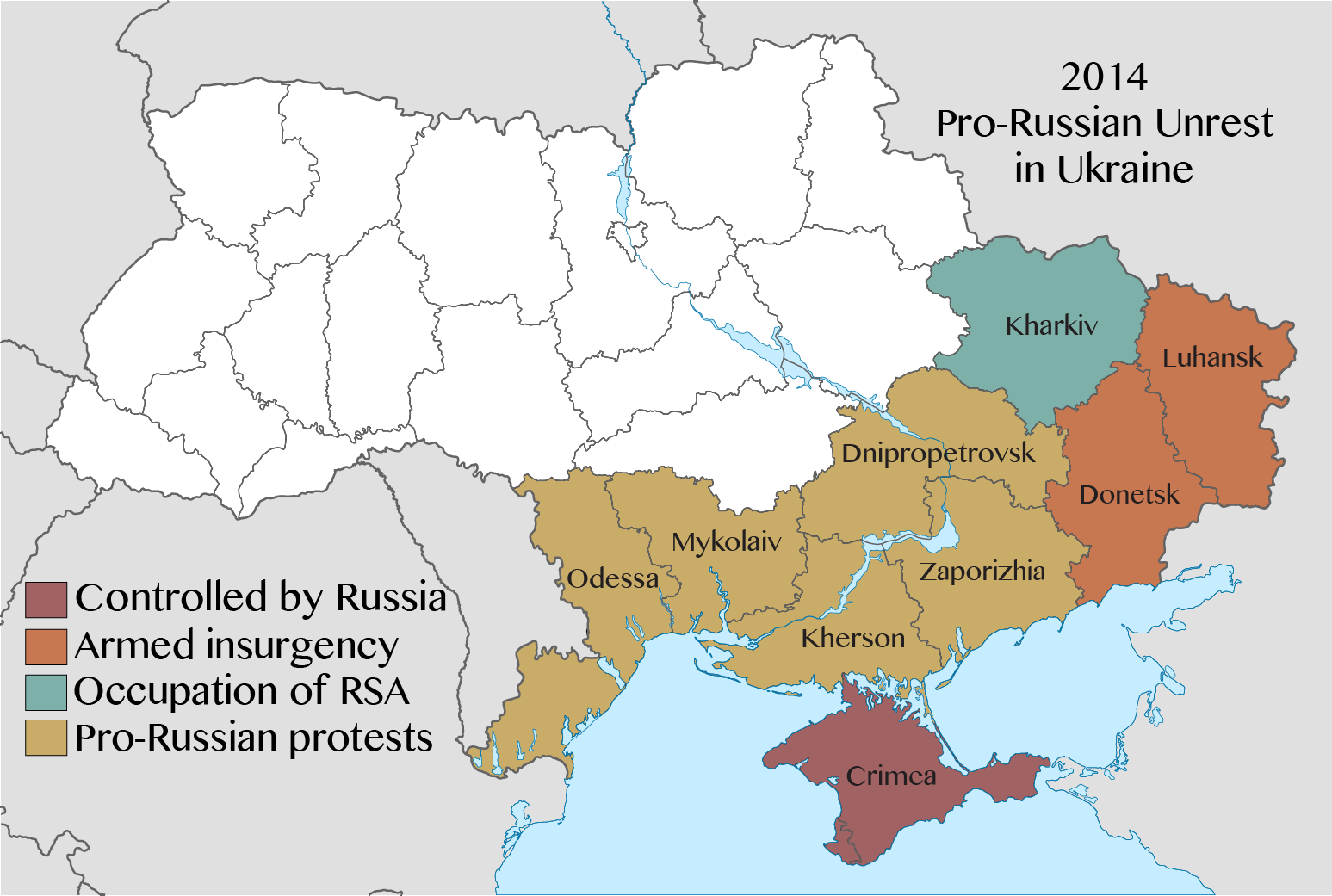
Мапа проросійських акцій в Україні (березень-квітень 2014)
----
Проросійські пропагандистські мітинги Захоплення державних установ проросійськими незаконними збройними формуваннями Тимчасове захоплення обласної державної адміністрації Окуповано Росією

Окупація Криму Російською Федерацією та прояви українофобії проросійських мітингувальників на півдні та сході України спричинили велике обурення населення України, що за декілька днів переросло в масові акції протесту.

#### Виступи в Донецьку і Луганську
У ході демонстрацій проросійські активісти здійснювали спроби захоплення державних установ (були захоплені будівлі Донецької, Луганської ОДА). Між учасниками проросійських і проукраїнських акцій виникали сутички: найбільші з них відбулися у Донецьку, під час яких постраждали десятки осіб і загинула щонайменше 1 особа.

#### Виступи в Запоріжжі, Миколаєві, Херсоні

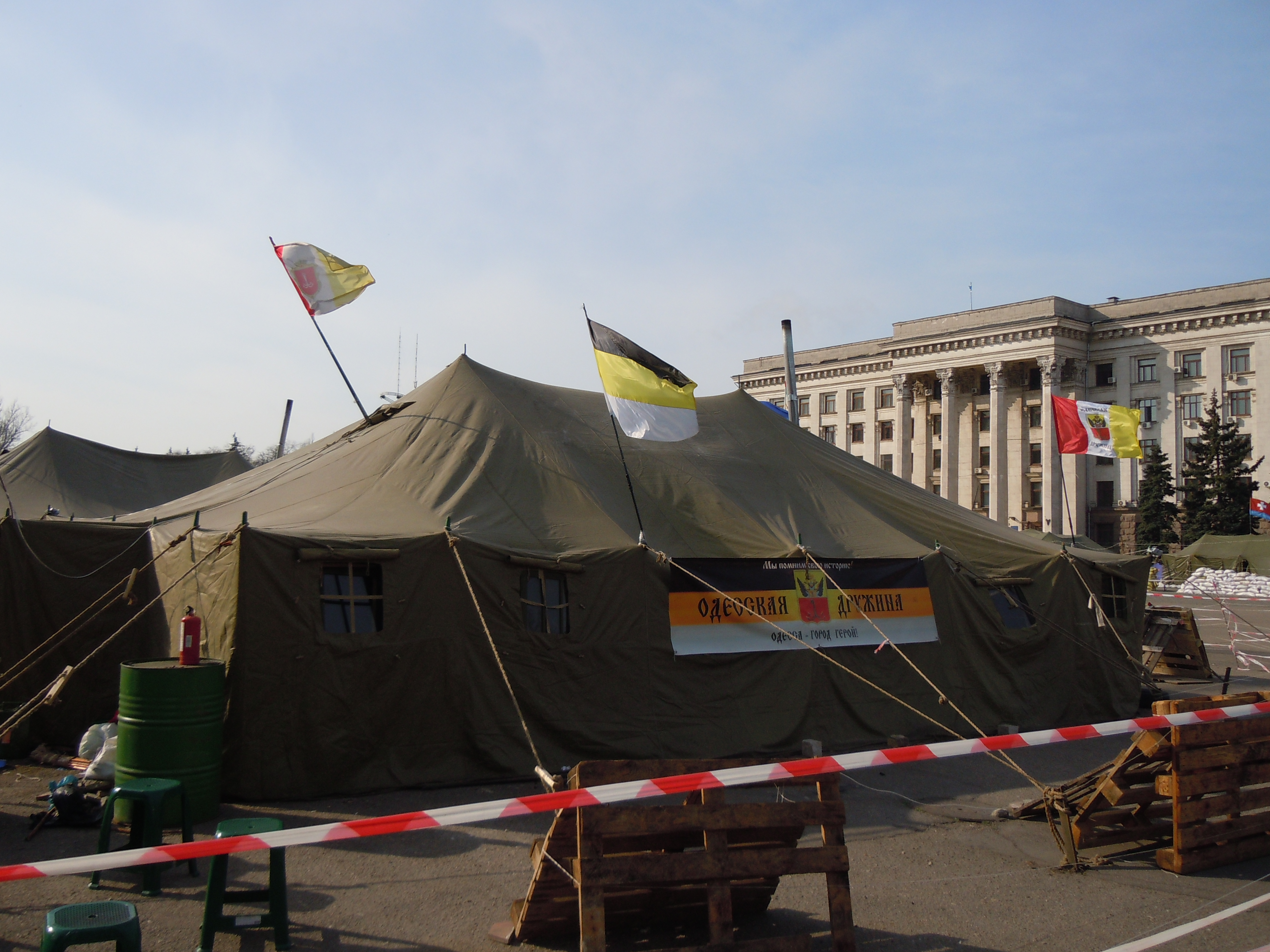
Наметове містечко російських націоналістів на Куликовому полі в Одесі

#### Виступи в Харкові
У ході демонстрацій проросійські активісти здійснювали спроби заволодіти та захопили Харківську ОДА. Між учасниками проросійських і проукраїнських акцій виникали сутички: найбільші з них відбулися у Харкові.

#### Протистояння в Одесі
2 травня 2014 року відбулися сутички, які переросли у масові заворушення в місті Одеса. Бійка була почата між проукраїнсько налаштованими громадянами, ультрас футбольних клубів «Чорноморець» та «Металіст» з одного боку й проросійськими сепаратистськи налаштованими активістами з іншого боку. Протистояння почалися у центрі міста на вулицях Грецькій, Дерибасівській, Грецькій площі, а згодом перейшли у гоніння проросійських активістів по більшій частині центра міста на їх місце дислокації, Куликове поле. Саме там, на Куликовому полі, було найбільше жертв, зокрема, через займання штабу сепаратистів у Будинку профспілок.
Унаслідок протистоянь загинуло 48 осіб, 247 було поранено, 6 з них загинуло від вогнепальних поранень, інші під час пожежі у будинку профспілок.

### Антитерористична операція

#### Початок антитерористичної операції (13 квітня—20 червня 2014)
17 березня в Україні вперше оголошена мобілізація указом в.о. Президента України О. В. Турчинова.
У період з 12 по 14 квітня терористами було захоплено ряд адміністративних будівель у містах Донецької області: Слов'янськ, Краматорськ, Артемівськ, Лиман, Дружківка, Єнакієве, Макіївка, Маріуполь, Горлівка, Харцизьк, Жданівка і Кіровське.

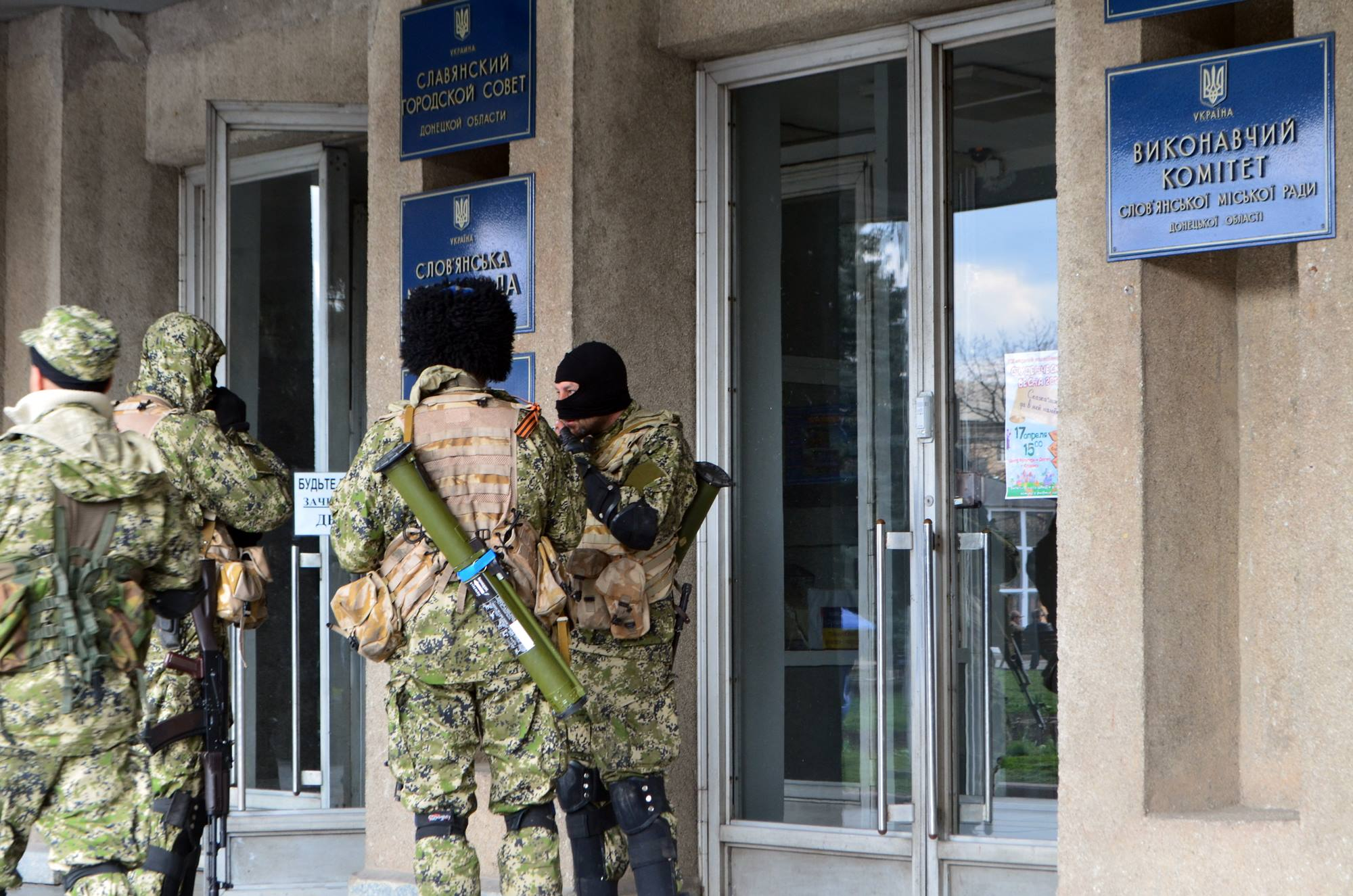
Терористи у Слов'янську

15 квітня українські війська увійшли в Слов'янськ і Краматорськ, взяли під контроль аеропорти даних міст. З 16 квітня по 1 травня терористами ДНР були захоплені адмінбудівлі міст: Новоазовськ, Сіверськ, Комсомольське, Красноармійськ, Родинське. 28 квітня в Луганську сепаратисти оголосили про створення ЛНР, і почали захоплювати адміністративні будівлі Луганської області. За період 28 квітня — 2 травня були захоплені: Станиця Луганська, Луганськ, Красний Луч, Первомайськ, Алчевськ, Антрацит, Свердловськ, Стаханов.
11 травня було проведено псевдореферендуми щодо незалежності ДНР і ЛНР. За даними яких, за незалежність проголосувало 89,07 % і 96,2 % відповідно.
22 травня відбувся напад на табір сил антитерористичної операції (АТО) під Волновахою, сепаратисти вночі завдали неочікуваного удару українській армії, 18 військовослужбовців було вбито.
26 травня відбувся бій за Донецький аеропорт, це була перша масштабна успішна операція сил АТО, за допомогою авіації та десанту, було знищено до 300 сепаратистів, при цьому українська армія не понесла жодних втрат.
4 червня сили антитерористичної операції повністю звільнили Лиман Донецької області від терористів
13 червня українські війська звільнили Маріуполь. 14 червня сепаратисти збили Іл-76 Збройних сил України, що доправляв військових у Луганський аеропорт, унаслідок якого загинуло 49 осіб, в тому числі екіпаж літака. Того ж дня були здійснені численні напади терористів на блокпости сил АТО, під час яких було вбито 6 військовослужбовців. Загалом за день втрати силовиків склали 55 чоловік, що є найбільшою військовою втратою України за часи незалежності.
19 червня була розпочата підготовка до перемир'я, основні сили АТО були кинуті на взяття під контроль державного кордону Донбасу, що було фактично зроблено до вечора.

Хід звільнення території від терористів з 1 липня

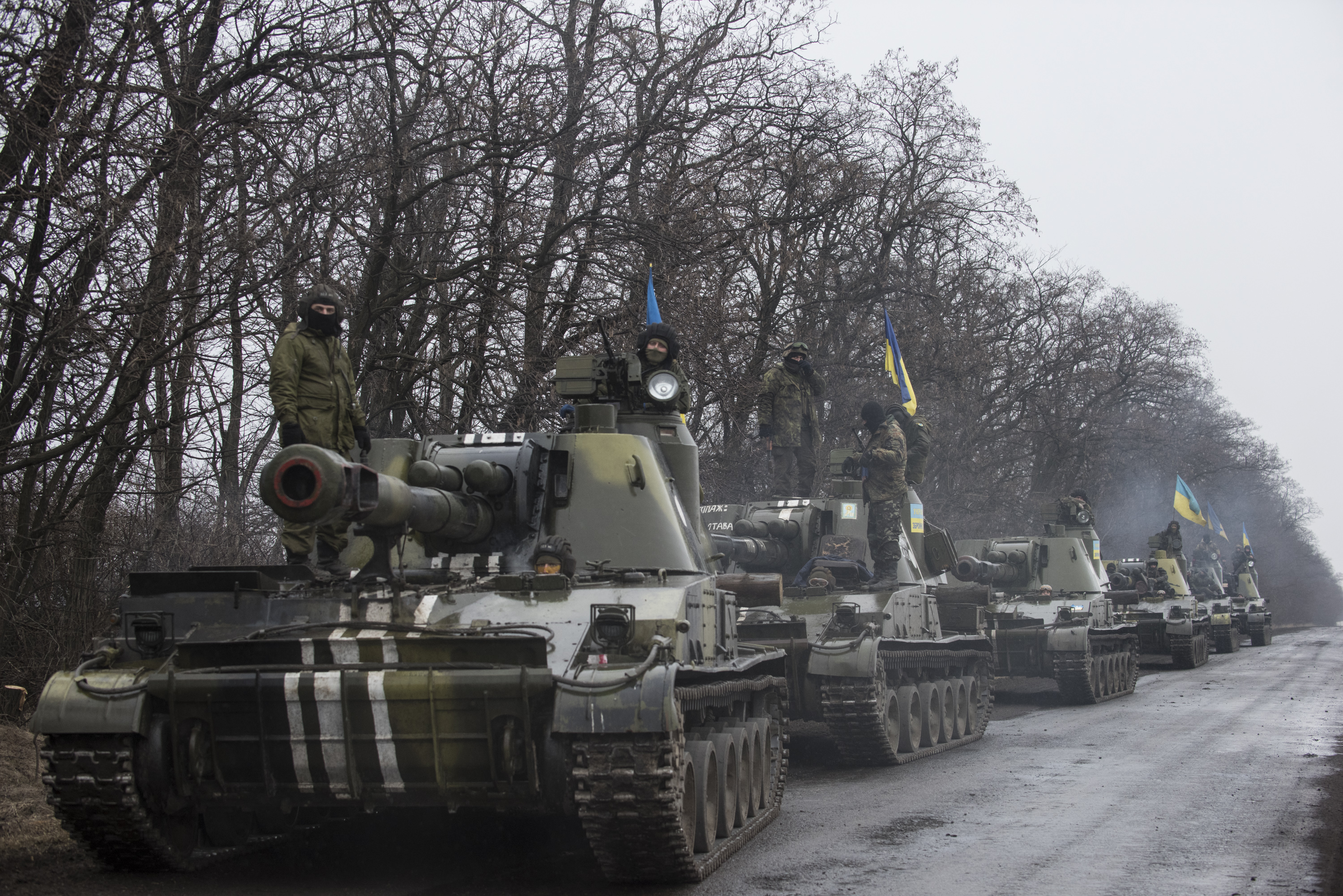
Пересування військової техніки України, березень 2015

#### Одностороннє припинення вогню (20-30 червня 2014 року)
20 червня Петро Порошенко віддав наказ про припинення бойових дій на окупованих терористами територіях, перемир'я було оголошене з 22:00 20 червня по 10:00 27 червня 2014 року. В представленому плані «припинення вогню» було 15 обов'язкових пунктів щодо його виконання.
За час перемир'я загинули 27 і було поранено 69 українських силовиків. Загальна кількість нападів сепаратистів на позиції АТО — 108 разів, зокрема терористи обстрілювали позиції українських військових на висоті Карачун, Краматорську, Амвросіївці та Рубіжне, бойовиками ДНР була захоплена військова частина ЗСУ 3004, що розташована в Донецьку, а також збили Мі-8, у результаті чого загинуло 9 українських військових, у тому числі 3 члени екіпажу.
Під час одностороннього перемир'я відбувся обмін 10 заручників.
Після наради РНБО, Петром Порошенком було вирішено продовжити одностороннє перемир'я з 27 по 30 червня. Рішення викликало широке обурення в суспільстві, армії та добровольчих батальйонах.

#### Поновлення антитерористичної операції
Рішенням РНБО АТО було відновлено, в перші години 1 липня 2014 року українськими військовими було завдано авіаційних та артилерійських ударів по позиціях терористів у Слов'янську, Краматорську, Луганську та іншим точках, загалом були атаковані 120 розвіданих раніше, скупченнях терористів.

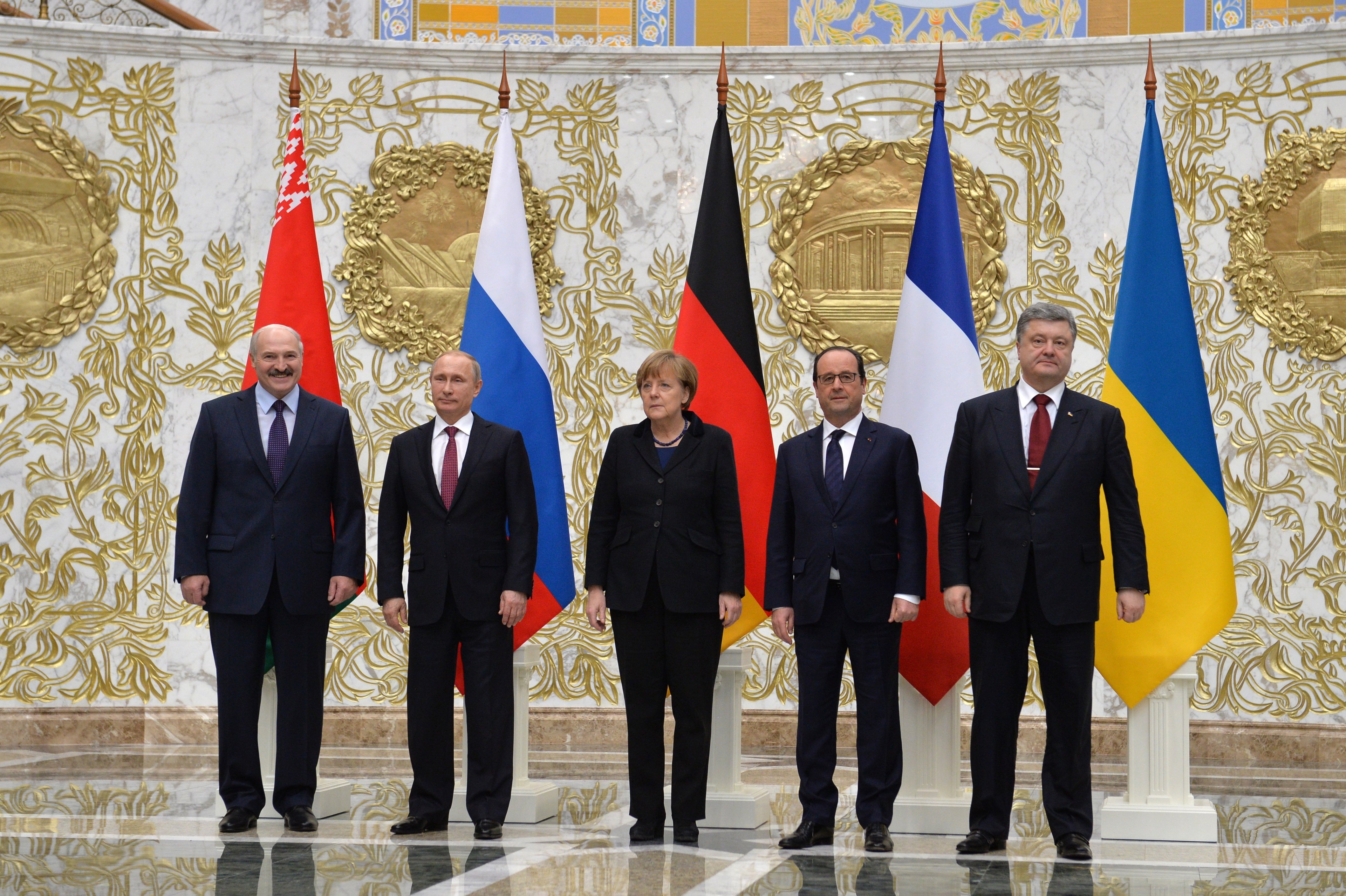
Олександр Лукашенко і «Нормандська четвірка» в Мінську. 11 лютого 2015 року

Протягом 1 липня поблизу Карлівки та Донецька відбулися танкові бої, в Донецьку був здійснений напад на Донецьке облуправління міліції, що раніше перейшло на бік ДНР, а також мінометним обстрілом терористами позицій українських військ поблизу Слов'янська було знищено Слов'янську телевежу на горі Карачун.
Вранці 2 липня сили АТО увійшли в Луганськ, почалась битва за місто. Багато сепаратистів здалися українським військовим. Бойовикам ЛНР з Росії було поставлено 20 танків і 122 одиниці бронетехніки, також було відомо про передачу 10 установок БМ-21 «Град».
У боях поблизу Слов'янська та Миколаївки 3 липня було знищено 6 пунктів терористів, втрати — не менше 150 чоловік, зі сторони українських військових — 2 вбитих і 4 поранених.
5 липня, після поразки в Миколаївці, терористи відступили зі Слов'янська, українські війська зайняли місто, підняли прапор України. Колони сепаратистів відступили і з Краматорська, близько 1 тисячі бойовиків, разом з Гіркіним колоною рушили до Донецька. Того ж дня від терористів було звільнено Краматорськ, Дружківку, Костянтинівку. Всі сили сепаратисти кинули на оборону Донецька, Луганська, Горлівки, покидаючи при цьому інші населені пункти.
6 липня українські війська зайняли Артемівськ, під контролем терористів залишилось 7 великих міст Донбасу: Донецьк, Горлівка, Луганськ, Сніжне, Антрацит, Краснодон і Сєвєродонецьк.
10 липня сили АТО завдали ряд успішних авіаційних ударів по позиціям терористів, було знищено близько 100 бойовиків, 2 танки й установку «Град», в ході наступу звільнили Сіверськ. Основними епіцентрами боїв стали Донецьк і Луганськ.
11 липня відбувся обстріл з установок БМ-21 «Град» проросійськими сепаратистами табору сил антитерористичної операції неподалік села Зеленопілля Луганської області. Внаслідок атаки загинуло 19 українських військовослужбовців, 93 були поранені. У відповідь українськими військовими було завдано серії авіаударів, було знищено численні бази і колони терористів. Всього протягом доби виконано 16 вильотів, було знищено близько 1000 бойовиків.
15 липня поблизу селища Ізварине сили АТО були обстріляні з гранатометів, унаслідок чого 8 осіб загинуло. Російським авіаударом знищений будинок у місті Сніжне Донецької області. В результаті удару загинуло 11 осіб.
16 липня російським винищувачем МіГ-29 був збитий український штурмовик.
17 липня російські сили ППО з установки ЗРК «Бук-М» збили пасажирський Боїнг-777 рейсу МН17 Амстердам-Куала-Лумпур, в результаті чого загинули всі 298 осіб, які були на борту. Збиття Боїнга спричинило нову хвилю міжнародних санкцій західних держав проти Російської Федерації.
У серпні 2014 року Російська Федерація задіяла під Луганськом сили кількох батальйонних тактичних груп для прориву українського оточення навколо міста. Батальйонні тактичні групи були сформовані на основі десантно-штурмових полків 104 ДШП та 234 ДШП псковської 76-ї десантно-штурмової дивізії, мотострілецьких бригад 15 ОМСБр, 18 ОМСБр, 74 ОМСБр, 136 ОМСБр та 200 ОМБСр, а також підрозділів 61-ї бригади морської піхоти. Мотострілецькі підрозділи 200-ї бригади використовували танки Т-72Б3, а 136-ї бригади — Т-90А.
Наприкінці серпня добровольчі підрозділи і загони ЗСУ загальною чисельністю близько 1500 осіб зробили спробу пробитися до важливого вузла Іловайська, але Росія застосувала свої регулярні війська, внаслідок чого була оточена, загинула і потрапила до ворожого полону значна кількість (від 229 до 459 загинуло за різними оцінками) захисників України.
Скориставшись поразкою підрозділів ЗС України під Іловайськом, російські підрозділи просунулися на захід і, зокрема, захопили Тельманівський район з узбережжям Азовського моря до Маріуполя.
Зазначені події невдовзі стали однією з причин укладання 5 вересня 2014 р. Мінських угод щодо тимчасового припинення вогню на фронті і початку політичного врегулювання.

### Хід протистояння у 2016—2020
Після укладання «Мінська-2» сторони конфлікту розгорнули локальні позиційні бої у т. зв. «сірій зоні», намагаючись покращити свій вогневий контроль над дорогами, що проходять уздовж лінії фронту. Продовжилися взаємні обстріли, однак із значно меншою ефективністю та з використанням артилерії меншого калібру.
14 лютого 2018 року окупаційні війська РФ в Криму зняли блокпости на пунктах пропуску. 15 лютого 2018 року, під час проведення тренувань з протиповітряної оборони Збройних Сил України силами та засобами Повітряних Сил ЗС України було зафіксовано активізацію дій повітряної компоненти Повітряно-Космічних Сил Російської Федерації, вздовж східного повітряного кордону України.
Винищувальна та бомбардувальна авіації країни агресора здійснювала вильоти з аеродромів Курськ, Міллерово, Гвардійське та Саки з максимальним наближенням до державного кордону України та лінії розмежування. Окрім того, група стратегічних бомбардувальників-ракетоносців Ту-95 у супроводі пари винищувачів Су-30 РФ проліт в повітряному просторі АР Крим та відпрацював умовні пуски крилатих ракет у напрямку материкової частини України.
Вдень 22 березня 2018 року, сили і засоби української ППО привели в бойову готовність після провокації авіації Росії в районі Чорного моря. Вдруге за місяць було зафіксовано провокативні дії з боку повітряної компоненти повітряно-космічних сил Російської Федерації, вздовж східного та південного повітряного кордону України. Виявивши загрозу зі сторони країни агресора усі визначені сили та засоби протиповітряної оборони були приведені в бойову готовність, задля відсічі у разі застосування авіації повітряно-космічних сил Російської Федерації. Винищувальна та бомбардувальна авіація Росії здійснювала вильоти з аеродромів Шайковка, Кримськ та Бельбек з максимальним наближенням до державного кордону України, лінії розмежування між материковою частиною України та АР Крим, а також з наближенням, до 40 кілометрів, до берегової лінії зі сторони Чорного моря з подальшим польотом вздовж узбережжя Румунії, Республіки Болгарії та Республіки Туреччини. Окрім того, група дальніх стратегічних бомбардувальників-ракетоносців Ту-22, з повним боєкомплектом, у супроводі пари винищувачів Су-30 РФ здійснили політ у повітряному просторі АР Крим, Азовського та Чорного морів із відпрацювань певних умовних завдань зі здійснення ударів. За повідомленням, такі дії авіації Російської Федерації викликані передусім реакцією на проведення чергового етапу командно штабних тренувань у повітряних силах ЗСУ та з метою умовного відпрацювання блокади протоки Босфор Надвечір рівень бойової готовності було знижено до постійного чергування.
30 квітня — згідно Закону України система заходів, які передбачала АТО була доповнена комплексом військових і спеціальних організаційно-правових заходів ООС, загальне командування перейшло від СБУ до Об'єднаного оперативного штабу ЗС України під керівництвом Генерального штабу Збройних Сил України. Першим Командувачем Об'єднаних сил на Донбасі було призначено генерал-лейтенанта Сергія Наєва.

#### Інцидент у Керченській протоці
25 листопада 2018 року відбувся Бій біля Керченської протоки у якому МБАКи «Бердянськ», «Нікополь» та рейдовий буксир «Яни Капу» здійснювали плановий перехід з порту Одеси до порту Маріуполь Азовського моря. Буксир «Яни Капу» зазнав тарану з боку російського прикордонного корабля «Дон». Потім коли вони вийшли з 12-мильної зони катери ПС ФСБ РФ відкрили вогонь по корабельній групі Військово-Морських Сил ЗС України.

### Ескалація російської агресії (2021—2022)
У 2021 році Росія розкритикувала масштабні військові навчання НАТО під назвою Defender-Europe 21, одні з найбільших військових навчань під проводом НАТО в Європі за останні десятиліття, які почалися у березні 2021 року. Військові навчання складалися з «майже одночасних операції на більш ніж 30 тренувальних ділянках» у Центральній та Східній Європі. Представник України в Тристоронній контактній групі по Донбасу Олексій Арестович повідомив, що «початок масштабних навчань НАТО під назвою Defender Europe 2021 означає „захист Європи“. Сценарій такий, що від Балтійського до Чорного моря ми відпрацьовуємо, ну, скажімо прямо, війну з Росією, сценарій збройного протистояння з Росією». 15 квітня 2021 року речниця МЗС Росії Марія Захарова заявила, що лише на 2021 рік «НАТО планує сім військових навчань в Україні. Незабаром поблизу України розпочнеться активна фаза навчань Defender Europe 2021, наймасштабніших навчань за багато років».
Наприкінці березня — на початку квітня 2021 року російські військові перекинули велику кількість озброєння і техніки з західної та центральної Росії, а також із Сибіру, в окупований Крим і навчальний центр Погоново за 17 км на південь від Воронежа. Спеціалісти з групи розвідки «Джейнс» виявили чотирнадцять російських військових частин з Центрального військового округу, які перемістилися під російсько-український кордон, назвавши це найбільшим неоголошеним військовим пересуванням після вторгнення в Крим 2014 року. Головнокомандувач Збройних сил України Руслан Хомчак повідомив, що Росія розмістила вздовж кордону двадцять вісім батальйонних тактичних груп і очікується, що буде доставлено ще двадцять п'ять, у тому числі в Брянській та Воронезькій областях Росії (Західний військовий округ). Наступного дня російське державне інформаційне агентство ТАРС повідомило, що п'ятдесят її БТГ, що складаються з 15 000 солдатів, були зібрані для навчань у Південному військовому окрузі, до якого входить окупований Крим, а також він межує з зоною конфлікту на Донбасі. Станом на 9 квітня голова Державної прикордонної служби України підрахував, що 85 000 російських військових уже перебувають у Криму або в межах 40 км від українського кордону.
Президент України Володимир Зеленський розмовляв з американським президентом Джо Байденом і закликав членів НАТО прискорити рух України до членства в альянсі. Речник Кремля запевнив, що російські військові переміщення не становлять загрози, однак російський чиновник Дмитро Козак попередив, що російські сили можуть діяти для «захисту» російських громадян в Україні і будь-яка ескалація конфлікту означатиме «початок кінця України» – «не постріл в ногу, а в обличчя». На той час близько пів мільйона людей у самопроголошених ДНР і ЛНР отримали російські паспорти. Росія відмовилася від запрошення України взяти участь у зустрічі з Францією, Німеччиною та ОБСЄ. Канцлер Німеччини Ангела Меркель зателефонувала президентові Росії Володимиру Путіну з вимогою припинити нарощування військової загрози. Прес-секретар Білого дому США Джен Псакі оголосила на початку квітня 2021 року, що скупчення російських військ на кордоні з Україною було найбільшим з 2014 року.
24 березня Президент України Зеленський підписав Указ № 117/2021, яким затверджується «стратегія деокупації та реінтеграції тимчасово окупованої території Автономної Республіки Крим та міста Севастополя».
17 квітня ФСБ затримала генерального консула України в Санкт-Петербурзі Олександра Сосонюка за звинуваченнями в шпигунстві, обвинувачуючи Сосонюка в спробі отримати секретну інформацію з баз даних. Міністерство закордонних справ Росії заявило, що викликало тимчасового повіреного у справах України Василя Покотила і повідомило йому, що Сосонюк має покинути країну до 22 квітня. Міністерство закордонних справ України згодом заявило, що Сосонюк був протриманий кілька годин, перш ніж був звільнений. МЗС також протестувало проти затримання Сосонюка та відкинуло звинувачення Росії, додавши, що видворить «старшого дипломата посольства Росії у Києві» у відповідь на «провокацію» протягом 72 годин з 19 квітня.
22 квітня міністр оборони Росії Сергій Шойгу оголосив про скорочення навчань із поверненням військ на бази до 1 травня, але залишивши обладнання на навчальному базі Погоново для щорічних навчань з Білоруссю у вересні 2021 року.
У вересні 2021 року Україна провела військові навчання з силами НАТО. Кремль попередив, що розширення військової інфраструктури НАТО в Україні перетне «червоні лінії» для президента Путіна. У вересні майже 200 тис. російських військовиків брали участь у великих спільних російсько-білоруських військових навчаннях «Захід-2021», зосереджених на «західному стратегічному напрямку», як його називає російський Генштаб.

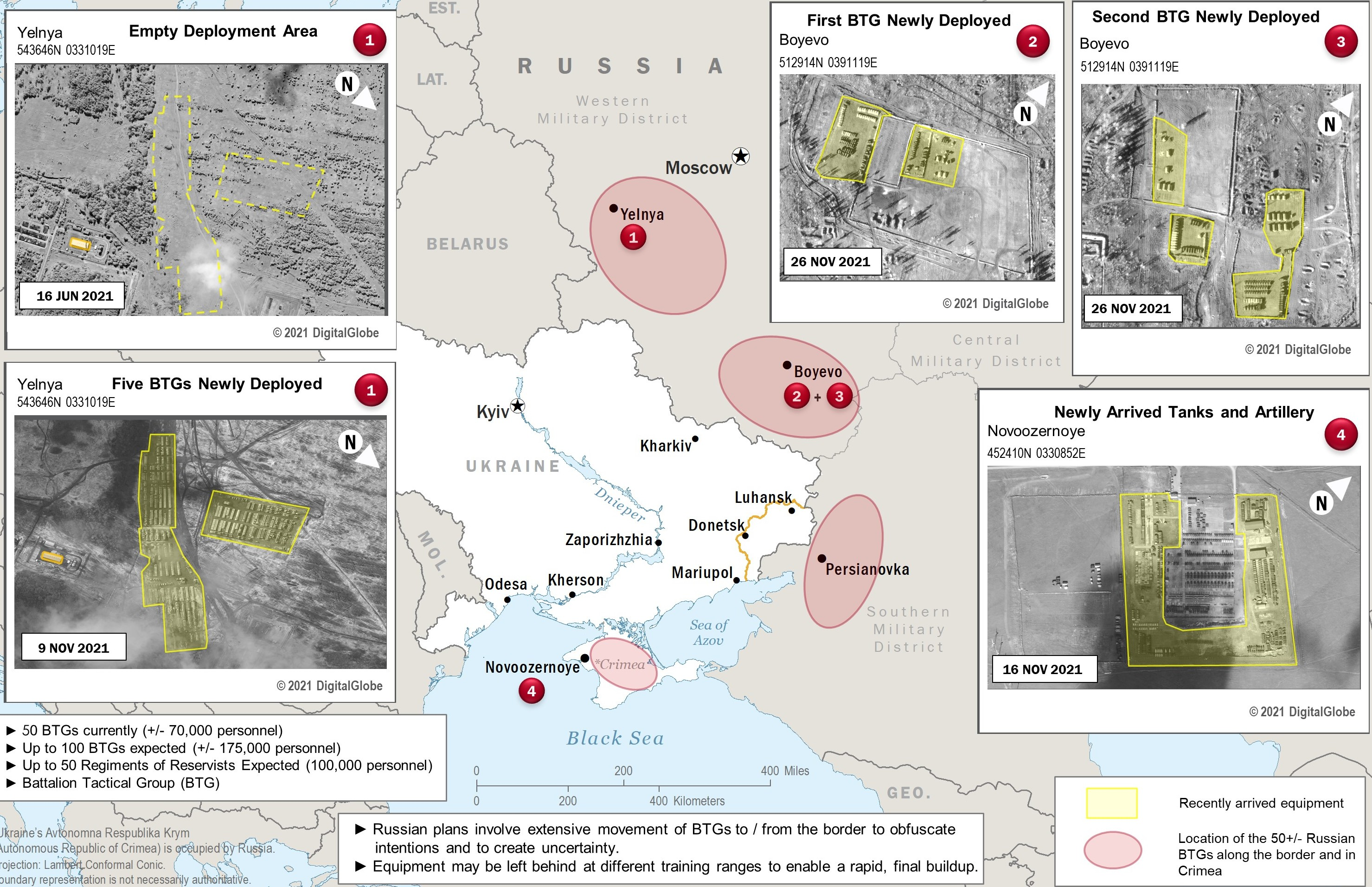
Карта оцінки розвідки США щодо переміщення російських військ поблизу кордону з Україною станом на 3 грудня 2021 року. Згідно з оцінками, Росія розмістила близько 70 000 військовослужбовців, переважно на відстані 100—200 км від українського кордону. За оцінкою, чисельність може бути збільшена до 175 000 чоловік. Опубліковано: The Washington Post

У листопаді 2021 року Міністерство оборони Росії назвало розгортання кораблів ВМС США у Чорному морі «загрозою регіональній безпеці та стратегічній стабільності». У заяві міністерства сказано: «Справжньою метою діяльності США в Чорноморському регіоні є вивчення театру військових дій на випадок спроб Києва силою врегулювати конфлікт на Південному Сході».
13 листопада президент України Володимир Зеленський заявив, що Росія знову зібрала 100 тис. військових у прикордонній зоні, більше ніж за оцінками США — приблизно 70 тис. На початку листопада повідомлення про нарощування російської армії спонукали чиновників США попередити ЄС, що Росія може планувати вторгнення в Україну. Прес-секретар Кремля Дмитро Пєсков спростував звинувачення, що Росія готується до вторгнення в Україну Він звинуватив Україну в «плануванні агресивних дій проти Донбасу». Пєсков закликав НАТО припинити «зосередження військового кулака» біля кордонів Росії та припинити озброювати Україну сучасною зброєю.
26 листопада президент Зеленський звинуватив Росію в підтримці плану повалення його уряду. Росія спростовувала його звинувачення.
30 листопада Путін заявив, що розширення присутності НАТО в Україні, особливо розгортання будь-яких ракет великої дальності, здатних завдати удару по Москві, або системи протиракетної оборони, подібно до Румунії та Польщі, було б питанням «червоної лінії» для Кремля. Він сказав, що ці системи протиракетної оборони можуть бути перетворені на пускові установки наступальних крилатих ракет великої дальності. За словами Путіна, «якщо якісь ударні системи з'являться на території України, час польоту до Москви становитиме 7-10 хвилин і п'ять хвилин у разі розгортання гіперзвукової зброї». Генеральний секретар НАТО Єнс Столтенберг заявив: «Лише Україна та 30 союзників по НАТО вирішують, коли Україна буде готова приєднатися до НАТО. Росія не має права вето, Росія не має права голосу, і Росія не має права створювати сфери впливу, щоб спробувати контролювати своїх сусідів»
1 грудня Росія звинуватила Україну в розгортанні половини своєї армії — близько 125 тис. військовослужбовців — на Донбасі для протистояння проросійським сепаратистам. 3 грудня президент Путін розкритикував Україну за використання безпілотника турецького виробництва Bayraktar TB2 проти проросійських сепаратистів на Донбасі, заявивши, що цей крок порушує Мінські мирні угоди. 9 грудня Росія звинуватила Україну в переміщенні важкої артилерії до лінії фронту, де воюють російські окупаційні війська з українськими силами. Начальник російського Генерального штабу Валерій Герасимов заявив, що «поставки [НАТО] в Україну гелікоптерів, безпілотних літальних апаратів та літаків підштовхують українську владу до різких і небезпечних кроків. Будь-які провокації української влади шляхом примусового врегулювання проблем Донбасу будуть придушені».
2 січня 2022 року президент Джо Байден розмовляв з президентом Зеленським і дав зрозуміти, що Сполучені Штати і їхні союзники та партнери дадуть рішучу відповідь у разі, якщо Росія вторгнеться в Україну.
17 січня російські війська та озброєння почали прибувати до Білорусі для спільних навчань «Союзницька рішучість», які планувалися в лютому 2022. Міністр оборони Великобританії Бен Воллес оголосив, що Великобританія постачатиме Україні протитанкове озброєння повітряним транспортом.
Співробітники розвідки США попередили, що Росія планує великий військовий наступ на Україну в січні 2022 року. 19 січня 2022 року президент Джо Байден заявив, що, на його думку, Росія вторгнеться в Україну. Байден сказав, що повномасштабне вторгнення в Україну буде «найважливішим, що сталося у світі з погляду війни та миру» з часів Другої світової війни.
Сполучені Штати підрахували, що Росія може зібрати 175 тис. військовиків для вторгнення в Україну. Міністр оборони України Олексій Резніков зробив заяву, що «у нас 250 000 офіційних… військовослужбовців, 400 тис. ветеранів і 200 тис. резервістів. 175 тис. (не)достатньо, щоб поїхати в Україну». Резніков також сказав, що Росія може почати широкомасштабний напад на Україну наприкінці січня 2022 року.
Сполучені Штати звинуватили Росію у відправці диверсантів в Україну для проведення «операції під фальшивим прапором», яка створила б привід для вторгнення Росії в Україну. Міністр закордонних справ Росії Сергій Лавров відкинув звинувачення США як «повну дезінформацію». Кремль неодноразово заперечував, що має будь-які плани вторгнення в Україну.
24 січня 2022 року секретар Ради національної безпеки і оборони України Олексій Данилов заявив, що переміщення російських військ біля кордону України «не новина» і «ми не бачимо жодних підстав для заяв про повномасштабний наступ на нашу країну».
25 січня 2022 року міністр оборони України Олексій Резніков зробив заяву, що наразі не бачить загрози повномасштабного російського вторгнення в Україну. Заступник міністра оборони України Ганна Маляр заявила, що різноманітних російських військ, зосереджених на кордонах України, «замало для повномасштабного вторгнення».
26 січня 2022 року НАТО відправило кораблі та винищувачі до Східної Європи. Сполучені Штати заявили, що 8 500 військових перебувають у бойовій готовності. США в офіційній відповіді Держсекретаря США Ентоні Блінкена відхилили вимогу Росії заборонити Україні вступити до НАТО.
28 січня 2022 року президент України Володимир Зеленський закликав Захід не створювати в його країні «паніку» через потенційне вторгнення Росії, оскільки постійні попередження про «неминучу» загрозу вторгнення ставлять під загрозу економіку України. Зеленський сказав, що «ми не бачимо більшої ескалації» ніж на початку 2021 року, коли почалося військове нарощування Росії.
2 лютого 2022 року заступник міністра закордонних справ Росії Олександр Грушко засудив ініціативу США скерувати додаткові війська до Європи на підтримку союзників по НАТО у зв'язку з ескалацією конфлікту між Росією та Україною. Він охарактеризував це як «деструктивний» і «невиправданий» крок, який лише посилить напруженість.
5 лютого 2022 року Росія відправила два літаки великої дальності, здатні патрулювати, у Білорусь у розпал напруженості навколо України.

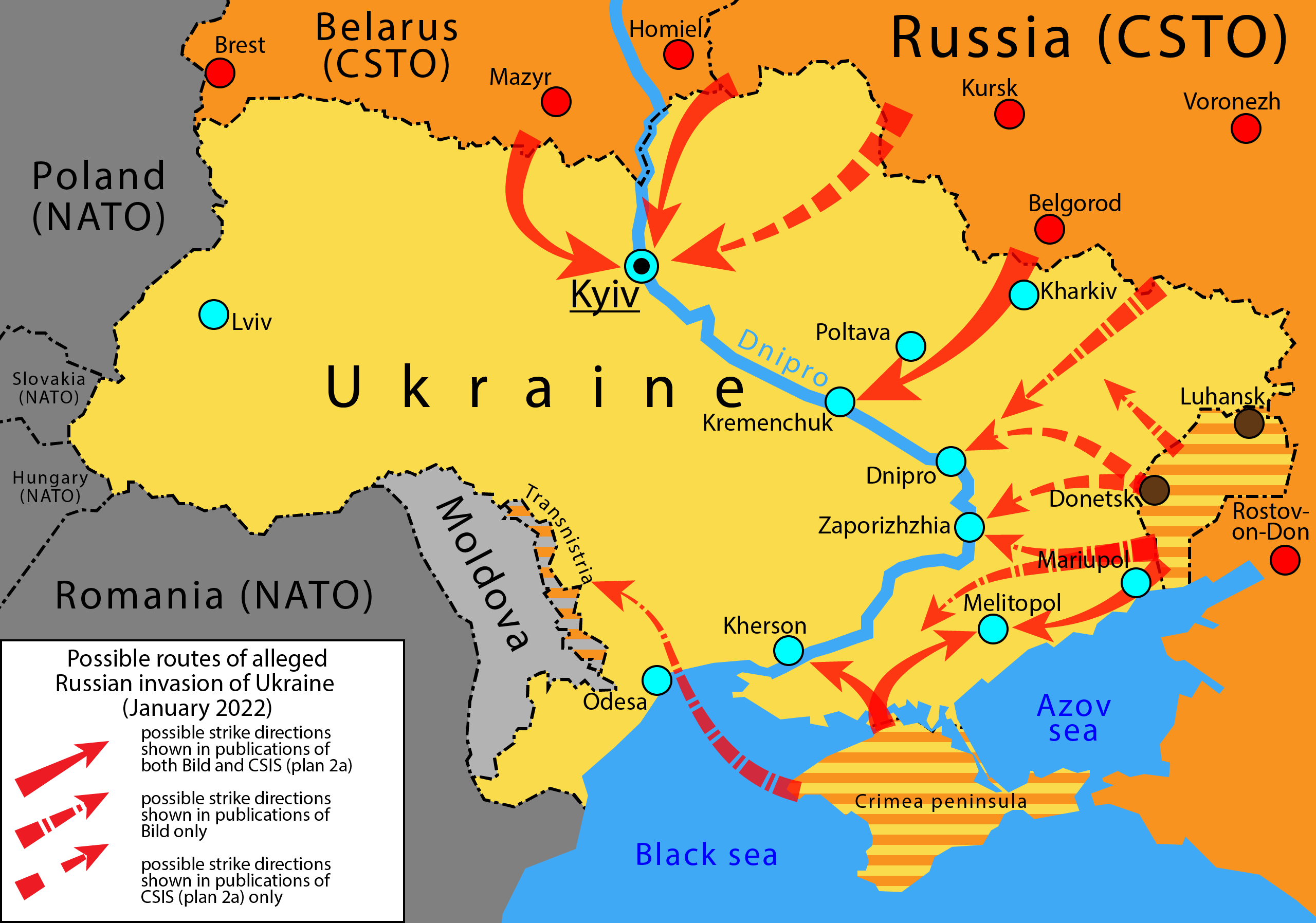
Карта із зображенням двох імовірних російських планів, опублікованих окремо Bild і Центром стратегічних і міжнародних досліджень

7 лютого 2022 року Володимир Путін і Еммануель Макрон зустрілися для марафонських переговорів у Кремлі, але 5-годинні переговори не дали жодного позитивного рішення.
11 лютого 2022 року радник Байдена з національної безпеки Джейк Салліван публічно попередив про ймовірність російського вторгнення в Україну до завершення зимових Олімпійських ігор 2022 року, закликаючи всіх американців негайно покинути Україну. Американська розвідка оприлюднила подробиці того, як може статися вторгнення Росії в Україну. Було передбачено можливість повітряних нальотів Росії, а також ракетних ударів, радіоелектронної боротьби з наступним наземним вторгненням. Високопоставлений чиновник адміністрації Байдена сказав журналістам: «Ми базуємо цю оцінку на тому, що ми бачимо на місцях на власні очі, а саме: продовження нарощування Росії на кордоні з Україною і відсутність значущих доказів деескалації.» Розвідка США зазначила, що Росія планує вторгнутися в Україну 16 лютого 2022 року.
15 лютого 2022 року Росія заявила, що відвела частину своїх військ з українського кордону, яку дехто сприйняв як спробу деескалації. Однак ситуація залишалася невизначеною. Цей крок Росії викликав підозру з боку західних лідерів, яка ще більше посилилася після того, як того ж дня на Україну була здійснена кібератака, яку, як вважають, організувала Росія. Президент США Джо Байден не мав впевненості в тому, що Росія не вторгнеться, і закликав усіх американців в Україні негайно евакуюватися. Міністр закордонних справ Польщі Збігнєв Рау відвідав Москву, щоб обговорити поточну ситуацію з черговою спробою запобігти війні. Деякі джерела стверджували, що російські війська підійшли ще ближче до українського кордону, вони забезпечені медичними засобами, а також перебувають на вогневих позиціях.
16 лютого 2022 року, за даними розвідки США, до кордону з Україною було перекинуто ще близько 7 тис. російських військових. Це сталося через день після того, як Москва заявила, що відвела частину своїх військ від українського кордону. Як вважають США, вторгнення в Україну не відбулося.
17 лютого 2022 року будівлю українського дитячого садка обстріляли з артилерії. Була висловлена підозра, що обстріл здійснили російські війська. Внаслідок обстрілу ніхто не загинув, а Москва заперечила свою причетність до інциденту. Західні лідери попередили, що обстріл може бути операцією під «фальшивим прапором», яку Росія може використати для виправдання вторгнення в Україну.
20 лютого 2022 року президент Росії Володимир Путін заявив, що дипломатичні спроби врегулювати український конфлікт необхідно активізувати. Він наголосив, що для запобігання конфлікту НАТО має серйозно поставитися до вимог Москви щодо гарантій безпеки. Після телефонної розмови з президентом Франції Еммануелем Макроном Путін розкритикував НАТО за «завантаження в Україну складної зброї та боєприпасів».
21 лютого 2022 року указом Володимира Путіна визнано терористичні квазідержави «ДНР» та «ЛНР» як незалежні державні утворення, офіційно введено на територію України регулярну армію, а також підписано Договір про дружбу, співпрацю та обопільну допомогу з так званими ДНР і ЛНР.
22 лютого 2022 року Сполучені Штати та Велика Британія оголосили, що в найближчі дні почнуть вводити санкції проти Росії. Це сталося через день після того, як Путін заявив, що офіційно визнає «ДНР» і «ЛНР» незалежними регіонами, та почав вводити війська в ці частини Східної України. Путін стверджував, що присутність більшої кількості російських збройних сил є просто для підтримки миру, однак це викликало серйозну реакцію з боку світових лідерів. Того ж дня президент України Володимир Зеленський заявив, що розгляне можливість розриву дипломатичних відносин України з Росією.
23 лютого 2022 року президент України Володимир Зеленський оголосив надзвичайний стан на 30 днів для всієї України, за винятком Донецької та Луганської областей, які перебувають у режимі надзвичайного стану з 2014 року.
Увечері 23 лютого 2022 ватажки «ДНР» та «ЛНР» Денис Пушилін та Леонід Пасічник звернулись до Володимира Путіна з проханням про воєнну допомогу.

### Вторгнення 2022

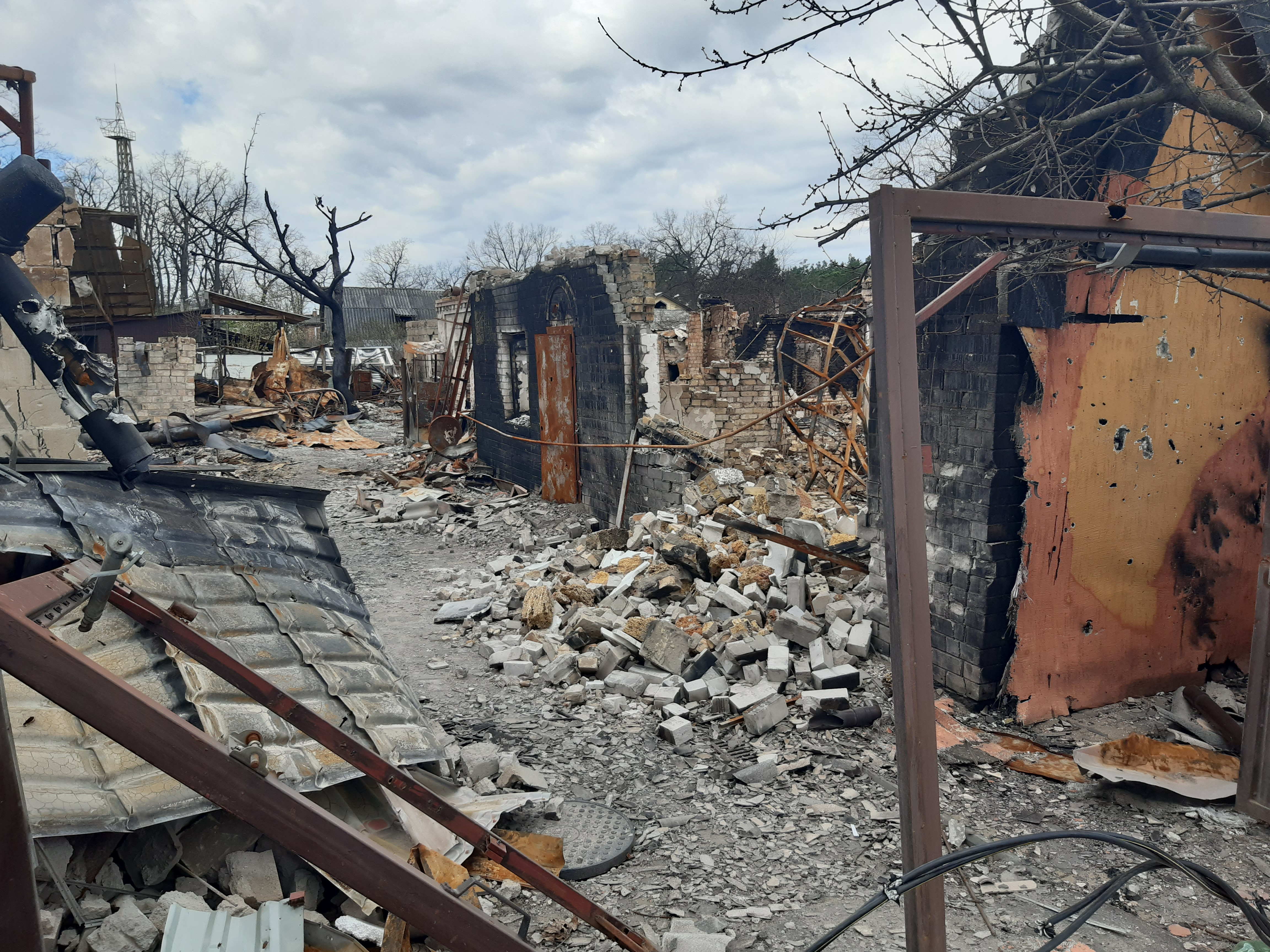
Ірпінь після російського вторгнення

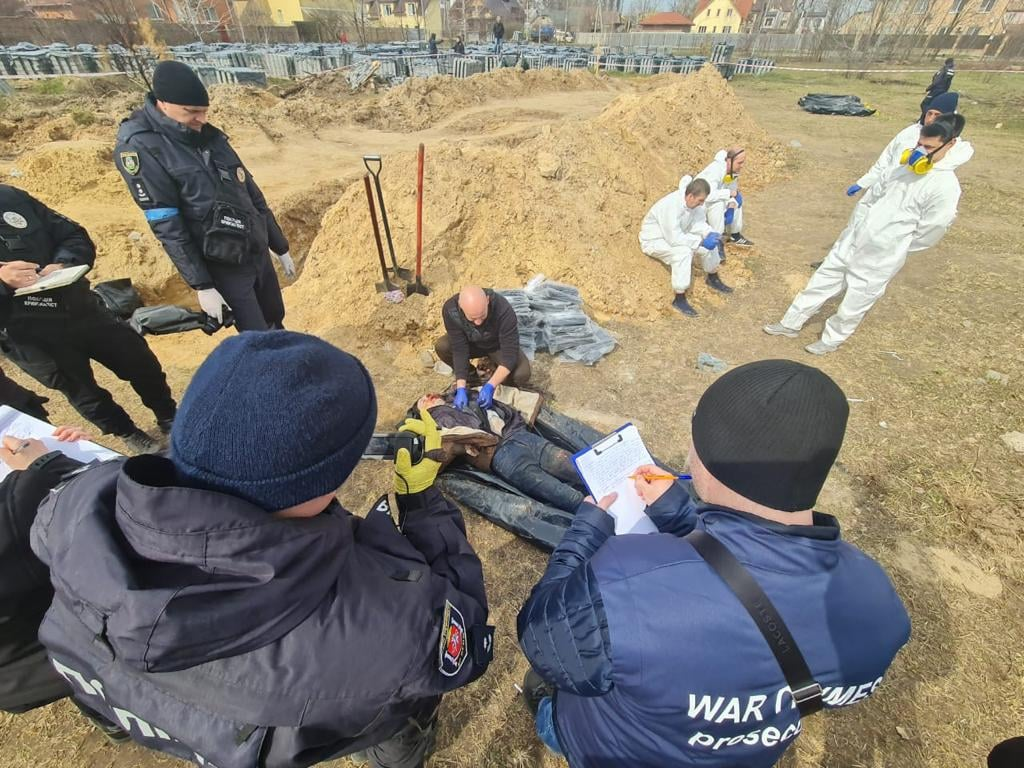
Ексгумація тіл із масового поховання у Бучі. Київська область, 8 квітня 2022 року

24 лютого 2022 року Російська Федерація розпочала новий етап восьмирічної війни проти України — повномасштабний наступ. Ворог здійснює масовані обстріли та бомбардування мирних українських міст та сіл.
А саме, 24 лютого 2022 року, о 5 годині ранку Володимир Путін офіційно оголосив про «спеціальну операцію» в Україні, насправді ж це було початком звичайнісінького вторгнення в суверенну державу. Російські війська розпочали інтенсивні обстріли підрозділів ЗС України на сході та перетнули північно-східні кордони, а також нанесли ракетно-бомбові удари по аеродромах і складах зброї по всій території України. Верховна Рада України одноголосно ухвалила запровадження воєнного стану. Більшу частину доби по всій Україні лунали сирени повітряного нальоту. Інфраструктура ІКТ в Україні погіршилася в результаті кібератак і бомбардувань армією Росії. Були окуповані декілька українських міст і будівель, у тому числі Чорнобильська АЕС. Однак, за словами представника американської оборони, російська армія «стикається з більшим опором» (насамперед у напрямку Києва), «ніж вони очікували».
До 8 квітня 2022 року Збройні Сили України повністю звільнили Київщину, Житомирщину, Чернігівщину та Сумщину.
22 квітня 2022 року Міністерство оборони Російської Федерації оголосили цілі війни, розв'язаної в Україні — повний контроль над Донбасом та Південною Україною, включаючи сухопутний коридор у Крим і Придністров'я.

#### Геноцид українців
14 квітня 2022 року Верховна Рада України визнала дії, вчинені Російською Федерацією під час останньої фази збройної агресії Російської Федерації проти України, яка розпочалася 24 лютого 2022 року, геноцидом українського народу. Вказується, що акти геноциду в діях Росії проявляються, зокрема, у вчиненні масових звірств в містах Буча, Бородянка, Гостомель, Ірпінь та інших.
Геноцид, влаштований російськими військами в Україні під час російсько-української війни, може стати найбільшим у Європі з часів Другої світової війни.

### Ленд-ліз
26 квітня за ініціативи США на авіабазі «Рамштайн» у Німеччині відбулася зустріч глав оборонних відомств та начальників штабів понад 40-а держав світу задля координації збройної допомоги Україні. За підсумками зустрічі де-факто було створено «антиросійську коаліцію». Німеччина приєдналася до країн-надавачів зброї. Сполучене Королівство та Франція ухвалили постачати в Україну артилерію та зенітно-ракетні комплекси.
Законопроєкт про ленд-ліз для оборони демократії Україною від 2022 року був прийнятий одноголосно в Сенаті США 6 квітня 2022 року і прийнятий у Палаті представників 417 голосами проти 10 голосів 28 квітня 2022 року.

## Реакція

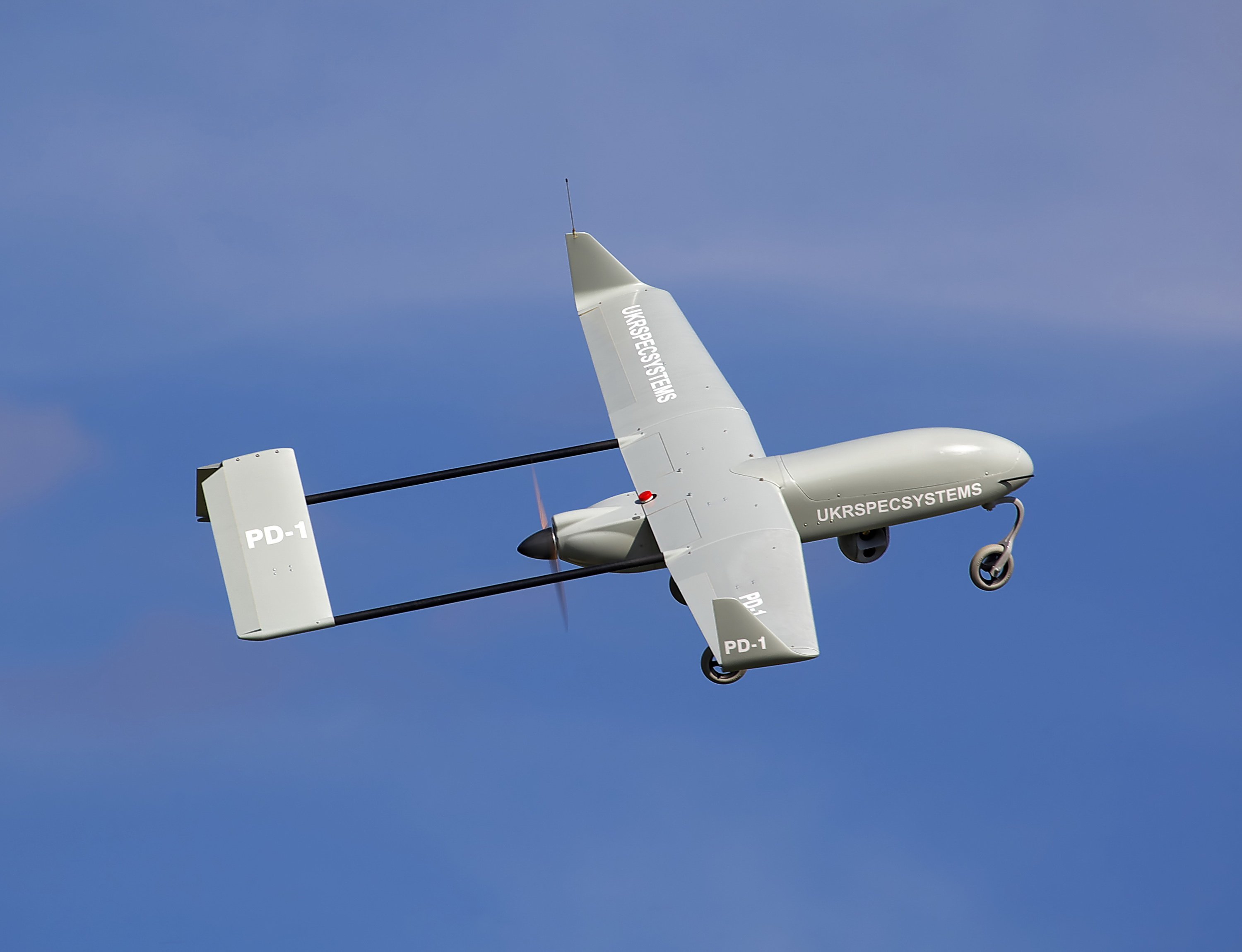
Безпілотний літальний апарат PD-1, створений в Україні за допомогою волонтерів

### Волонтерський рух в Україні
З початком війни проявилося погане забезпечення української армії, якій не вистачало навіть їжі та обмундирування. Через це в Україні виник потужний волонтерський рух, що став надавати військовим різноманітну допомогу — від продуктів і ліків до дорогої техніки (тепловізори, приціли, безпілотні літальні апарати, протикумулятивні екрани тощо). Інші волонтери займаються медичною допомогою потерпілим, підтримкою переселенців, пошуком зниклих безвісти та роботою зі звільнення полонених. Зазвичай великі волонтерські групи працюють на основі краудфандингу, і деякі з них досягли стандартів прозорості, що значно перевищили державні. Волонтерські організації діють у всіх підконтрольних Україні великих містах і багатьох інших населених пунктах; значну підтримку надає також українська діаспора.

### Проєкт «Стіна»
З метою підвищення рівня безпеки на суходільному кордоні між Україною та Російською Федерацією 3 вересня 2014 року Прем'єр-міністр України Арсеній Яценюк презентував фортифікаційний проєкт «Стіна» (Європейський вал). 10 вересня проєкт затвердив Президент України Петр Порошенко. Проєктом передбачено будівництво 2 оборонних рубежів, близько 1 500 км траншей і ходів сполучення, понад 8 тис. окопів для техніки, понад 4 000 бліндажів та 60-кілометрове невибухове загородження. У зв'язку з контролем частини прикордонної території України незаконними збройними проросійськими формуваннями та російськими військами, реалізація проєкту здійснюється в два етапи: на першому етапі будівництво укріплень на ділянці українсько-російського кордону в Чернігівській, Сумській і Харківській областях; на другому — в Луганській і Донецькій областях. Станом на 1 жовтня, за повідомленням Державної прикордонної служби України, реалізовується перший етап проєкту «Стіна».

## Наслідки

### Людські жертви
Станом на 31 січня 2021 року, за даними Управління верховного комісара ООН з прав людини (УВКПЛ), загальна кількість людських втрат становить 42—44 тис. осіб, з яких загинуло 13 100—13 300 осіб, поранено 29 500—33 500. До цієї кількості входить 3 375 загиблих і 7 000—9 000 поранених цивільних осіб, приблизно 4 150 загиблих і 9 700—10 700 поранених українських військових, а також приблизно 5 700 загиблих і 12 700—13 700 поранених військових РФ та проросійських бойовиків. Серед загиблих є як загиблі безпосередньо від бойових дій, так і внаслідок необережного поводження зі зброєю та вибухівкою, ДТП, хвороб під час служби в зоні конфлікту, а також убивств і самогубств. Станом на січень 2022 року число загиблих росіян та сепаратистів за даними ООН перевищило 6500.
Дослідники Російської служби Бі-бі-сі спільно з виданням «Медиазона» станом на 29 листопада 2024 року встановили за відкритими джерелами імена понад 80 973 загиблих російських військових за весь період повномасштабної війни. До цього списку не входять загиблі бойовики ОРДЛО яких, судячи з відкритих джерел, налічується щонайменш 23 500. Таким чином втрати російських окупантів та їх посібників за 10 років війни, за незалежними даними, становлять понад 110 900 убитих.
За даними Книги Пам'яті полеглих за Україну, станом на 1 грудня 2021 року загинуло 4 490 українських військовиків. На квітень 2024 року, за її даними, за 10 років війни загинуло 45510 українських військовослужбовців.
Внаслідок повномасштабної війни у період з 24 лютого 2022 року по 30 червня 2023 року — 9177 загиблих та 15993 поранених цивільних осіб, зафіксувала ООН індивідуальні верифіковані випадки та повідомив очільник УВКПЛ, що зазначив: «І наші дані — лише верхівка айсберга».
Станом на кінець грудня 2024 року, за даними видання «Горизонтальная Россия», кількість цивільних жертв на території країни-агресора за весь період повномасштабного вторгнення сягнула мінимум 394 особи, найбільше — в Бєлгородській області. При цьому видання встановило імена 282 з усіх підтверджених жертв. Найбільші одночасні втрати були під час падіння Су-34 в Єйську і вибухів в Бєлгороді 30 грудня 2023 року.

### Окупація територій
Станом на 2021 рік під російською окупацією перебувало 43 300 кв. км, або 7 % української території. Після початку російського вторгнення 2022 року ця площа збільшилася у 2,9 рази. Тимчасово непідконтрольні території включають АР Крим, частини Донецької, Луганської, Харківської, Херсонської, Запорізької областей та місто Севастополь. Протягом перших місяців широкомасштабного вторгнення 2022 року Збройні сили України повністю звільнили від російських загарбників Київську, Чернігівську, Сумську та Житомирську області.
Станом на лютий 2023 року, згідно повідомлення міністра оборони Великої Британії Бена Воллеса в ефірі ВВС Radio 4, 97 % усієї російської армії знаходиться в Україні.

#### Мобілізація на окупованих територіях
Від 2014 року Росія провадила мобілізацію мешканців окупованих територій до незаконних збройних формувань в окупованих частинах Донецької та Луганської областей, та безпосередньо до армії РФ в окупованому Криму. В 2024 році росіяни намагаються посилити мобілізаційні заходи на окупованих територіях, змушуючи громадян україни воювати проти співвітчизників.

### Екологічні наслідки
Це найменш досліджувана сьогодні тема. Однак на території Криму і окупованої частини Донбасу розташовані понад тисяча джерел іонізуючого випромінення (ДІВ).
Характеристика ситуації від Держатомрегулювання: «На території України станом на 2014 р. було 11 784 радіонуклідних джерел іонізуючого випромінювання. З них на території Автономної Республіки Крим, до її незаконної анексії Російською Федерацією, було 296 ДІВ. Внаслідок військової агресії з боку Російської Федерації та ведення бойових дій на Сході України, в умовах відсутності державного регулюючого контролю ядерної та радіаційної безпеки, на території ОРДЛО опинилися 73 суб'єкти господарювання, які використовували 1 192 одиниці закритих радіонуклідних ДІВ. Станом на вересень 2014 р.: на окупованій частині Донецької області було 914 радіонуклідних ДІВ, на території непідконтрольних районів Луганської області — 278 радіонуклідних ДІВ…».
Існує небезпека екологічної катастрофи на Донбасі внаслідок затоплення шахти Юний комунар (Юнком) (саме тут 1979 року відбулося випробовування застосування ядерного вибуху для потреб вугільної промисловості), спричинене збройною агресією РФ, що стане екологічною катастрофою для всієї Європи.
Парадоксальним залишається факт, що МАГАТЕ продовжує дотримуватися позиції, що Україна (відповідно до резолюції Генеральної Асамблеї ООН № 68/262, в якій було визнано суверенітет і територіальну цілісність України) повинна гарантувати безпеку всіх ядерних об'єктів і матеріалів на своїй території згідно з Угодою між Україною та МАГАТЕ. Отож Україна несе перед МАГАТЕ відповідальність навіть за ті ядерні об'єкти, що розташовані на незаконно анексованій території АРК і окупованих територіях Донецької та Луганської областей попри відсутність доступу українських спеціалістів до таких об'єктів.
Окрім того, екологічну небезпеку становлять некомпетентні рішення окупаційної адміністрації щодо закриття шахт без врахування небезпеки виходу шахтних вод у водоносні горизонти і вище, ряд сховищ (відвалів) високотоксичних речовин.
«До початку військового конфлікту в Донбасі було 4 240 потенційно небезпечних об'єктів (ПНО), у тому числі 227 шахт, 174 гідротехнічні об'єкти, 784 АЗС, 15 кар'єрів, 13 залізничних станцій, 128 мостів і шляхопроводів, 18 магістральних трубопроводів, 4 родовища нафти. 2160 об'єктів мали статус вибухо-, 24 — радіаційно-, 1320 — пожежо-, 176 — гідродинамічно-, 34 — біологічно- та 334 — хімічно-небезпечних. Сьогодні експертами визначено 176 ПНО, з яких 99 розташовані на непідконтрольній території».
СтратКом ЗСУ представив звіт щодо наслідків російської агресії для екології України до всесвітнього Дня Землі в 2024 році. Стало відомо, що:
- 174 000 км² забруднені вибухівкою;
- 3 млн га лісів уражені війною — забруднені чи знищені;
- 620 км² затопило внаслідок російського теракту на Каховській ГЕС;
- окупанти спричинили викид 150 млн тонн парникових газів;
- 514 українських об'єктів природоохоронного заповідного фонду тимчасово захоплені, зокрема 10 національних парків, 8 заповідників і 2 біосферних заповідники.

Грошова оцінка збитків довкіллю України сягає понад $63 млрд.
Через повномасштабне вторгнення Росії знищено 80 % лісових насаджень національного парку «Святі Гори», що на півночі Донеччини. Шкоду довкіллю нацпарку попередньо оцінили у близько 16 млрд гривень.
Збитки від знищення Каховської ГЕС становлять близько $14 млрд.

## Міжнародна реакція на російську збройну агресію
У жовтні 2021 року Саміт Україна-ЄС підтвердив, що й далі називатиме РФ агресором за її дії щодо України та що за події на Донбасі та зрив перемир'я відповідальна саме Росія. Сторони наголосили на важливості повного виконання Мінських домовленостей, підкреслюючи «відповідальність Росії як сторони конфлікту».

## Оцінки та класифікація
27 січня 2015 року Верховна Рада України у своїй постанові звернулася до міжнародних організацій із закликом визнати Росію країною-агресором, констатуючи продовження воєнної агресії щодо України з боку Російської Федерації.
22 травня 2022 року Верховна Рада України визнала Російську Федерацію державою-терористом із тоталітарним неонацистським режимом, геноцид українців Росією, заборонила його пропаганду, а також пропаганду акту агресії Росії проти України. Менш ніж за рік війна трансформувалася з чисто імперіалістичної реваншистської війни на цивілізаційну: демократична цивілізація протистоїть агресивному воєнному натиску авторитарно-тоталітарної цивілізації.
В українському суспільстві війну оцінюють у спектрі від Третіх визвольних змагань, війни за незалежність та вітчизняної війни до прагматичної спроби Росії утримати Україну в орбіті свого впливу.

### Довідки
- International armed conflict in Ukraine [Архівовано 9 квітня 2021 у Wayback Machine.](англ.) // Rulac: The Rule of Law in Armed Conflict
- Conflict in Ukraine [Архівовано 16 березня 2021 у Wayback Machine.](англ.) // Council on Foreign Relations

### Публіцистика і аналітика
- Володимир Горбулін, Тези до другої річниці російської агресії проти України // Український кризовий медіа-центр, 20 лютого 2016
- Vladimir Lukichev, Armed Conflict in Ukraine — Chronological Timeline of Implementation of the Minsk Agreements // Geneva Centre for Security Sector Governance, 28 січня 2022
- Брехуненко В. Вітчизняна війна за незалежність 2014-? рр. Попередні нотатки: Коріння новітньої російської агресії; Початок російського вторгнення; Стратегії Путіна: спадкоємність від XV ст.; Путін / Гітлер: історичні паралелі; Перетворення війни на Вітчизняну // «Братня» навала. Війни Росії проти України ХІІ—ХХІ ст. / Брехуненко В., Ковальчук В., Ковальчук М., Корнієнко В.; За заг. ред. В. Брехуненка. НАН України. Інститут української археографії та джерелознавства ім. М. С. Грушевського. — К., 2016. — С. 221—243. — ISBN 978-966-02-7743-4.
- Офіцинський Ю. Сучасна російсько-українська війна (за матеріалами газети «The New York Times» 2013—2017 років). Ужгород: РІК-У, 2018. 312 с.
- Ясь О. Темпоральності війни. Сучасна російсько-українська війна на перехрестях історичного часу / За ред. В. Смолія. НАН України. Інститут історії України. Київ: Інститут історії України, 2024. 178 с.
- Деокупація. Юридичний фронт [Електронне видання]: матеріали Міжнародного експертного круглого столу (Київ, 18 березня 2022 р.) / Державний торговельно-економічний університет, Українська асоціація порівняльного правознавства, Українська асоціація міжнародного права, Асоціація реінтеграції Криму; упоряд. і наук. ред. О. В. Кресін. — Київ: Держ. торг.- екон. ун-т, 2022. — 224 с.

### Відео
- Україна. 100 днів над прірвою. 1plus1.ua. 1+1. 13 березня 2018. Архів оригіналу за 14 березня 2018. Процитовано 14 березня 2018.